# چشم‌انداز و منظره‌های دریایی حفاظت شده مابینی
چشم‌انداز و منظره‌های دریایی محافظت شده مابینی، در کامپوستلا ولی، فیلیپین، یک ناحیه محافظت شده زمینی و دریایی می‌باشد که در سال ۲۰۰۰ برای محافظت کردن از زیستگاه‌های اصلی زیست‌محیطی در خلیج داوائو تشکیل گردید. این پارک در راستای ساحل شهرداری مابینی از لگام رودخانه پانداسان تا فراجام جنوبی جزیره کپیات طول دارد. این جزیره همچنین در بردارنده جزیره لونود می‌باشد که به اسم جزیره پانداسان نیز نام برده می‌شود، که پیش از این در سال ۱۹۸۱ به عنوان ناحیه بیابانی گزارش شد. این ناحیه ۶٬۱۰۶ هکتار (۱۵٬۰۹۰ جریب فرنگی) از جنگل‌های مانگرو وسیع گردیده، سواحل ماسه سفید و سیستم‌های مرجانی غنی را پوشش می‌دهد.

## جغرافیا
ناحیه حفاظت شده مابینی در روستاهای ساحلی کوامبوگ، سان آنتونیو، پینداسان، کادونان و تاگنانان در قسمت شمال شرقی خلیج داوائو، نزدیک ۸۰ کیلومتری قسمت شرق شهر داوائو پایتخت ناحیه قرار گرفته‌است. ساحل آن به شکل مجموع مسطح می‌باشد و از جانب لوم رسی سیلتی سن میگل پوشیده گردیده شده. این ناحیه از جانب جنگل‌های حرا، به اختصص در راستای سواحل سن آنتونیو و پینداسان پوشیده گردیده شده. ۹ رودخانه و جوی از آن گذر می‌کند که به خلیج داوائو ریخته می‌شود.
امکانات بازدیدکننده‌ها در جزیره کپیات، همانند آسایشگاه‌ها و خانه‌هایی به شکل کلبه مانند با اتاق‌های راحتی و اتاق‌های رختکن عرضه می‌گردد.

## تنوع زیستی
قسمت مابینی از خلیج داوائو مرکز تغذیه ۱۱ گونه از گونه‌های سبوس دار مانند نهنگ های عنبر، نهنگ‌های قاتل و دلفین‌های دماغه بطری می‌باشد. همچنین از ۵ گونه لاک پشت دریایی از غبیل لاک پشت پوزه عقابی و لاک پشت چرمی که تخم‌های خودشان را در جزیره کپیات قرار می‌دهند حمایت می‌کند.